# Shizuka
Shizuka (jap. しずか, シズカ) – imię japońskie noszone głównie przez kobiety, rzadko noszone przez mężczyzn.

## Możliwa pisownia
Shizuka można zapisać, używając wielu różnych znaków kanji i może znaczyć m.in.:
- 静, „spokojny”
- 静夏, „spokojne lato”[1]
- 静花, „spokojny kwiat”
- 静香, „spokojny zapach”

## Znane osoby
- Shizuka Arakawa (静香), japońska łyżwiarka figurowa
- Shizuka Hasegawa (静香), japońska seiyū
- Shizuka Ishikawa (静), japońska seiyū
- Shizuka Itō (静), japońska seiyū
- Shizuka Kamei (静香), japoński polityk
- Shizuka Kudō (静香), japońska piosenkarka
- Shizuka Sugiyama (しずか), japońska zawodniczka mieszanych sztuk walki
- Shizuka Yamamoto (静香), japońska badmintonistka

## Fikcyjne postacie
- Shizuka Dômeki (静), bohater mangi i anime ×××HOLiC
- Shizuka Kawai (静香), bohaterka mangi i anime Yu-Gi-Oh!
- Shizuka Minamoto (静香), bohaterka mangi i anime Doraemon
- Shizuka Hiou (閑), bohaterka mangi i anime Vampire Knight